# Eleição para o Senado federal por Vermont em 2010
A eleição para o senado do estado americano de Vermont em 2010 aconteceu em 2 de novembro de 2010. Patrick Leahy foi reeleito para um sétimo mandato. As eleições primárias em todo o estado foram realizadas em 24 de agosto de 2010. Leahy, foi eleito pela primeira vez em 1974, e é o primeiro e único democrata eleito para representar Vermont no Senado. Ele venceu nas duas últimas campanhas de reeleição com pelo menos 70% dos votos. Ele é o segundo membro mais antigo do congresso. Em Junho de 2010 em uma pesquisa, Leahy foi avaliado com 52% de aprovação positiva. Na memo pesquisa Obama foi avaliado com 62% de aprovação positiva.Obama recebeu 67% dos votos em Vormont na eleição de 2008.
Seu adversário republicano, Len Britton, é um empresário que nunca foi eleito para nenhum cargo. Em agosto de 2010, ele lançou dois anúncios de TV, criticando o estímulo de Obama e os déficits.

## Primária Democrata
| Primária Democrata | Primária Democrata | Primária Democrata | Primária Democrata | Primária Democrata | Primária Democrata |
| Partido            | Candidato          | Votos              | %                  |                    |                    |
| Democrata          | Patrick Leahy      | 64.177             | 89,1%              |                    |                    |
| Democrata          | Daniel Frielich    | 7.886              | 10,9%              |                    |                    |
| Total              | Total              | 72.063             | 100%               |                    |                    |
| ------------------ | ------------------ | ------------------ | ------------------ | ------------------ | ------------------ |